# Murszak rdzawy

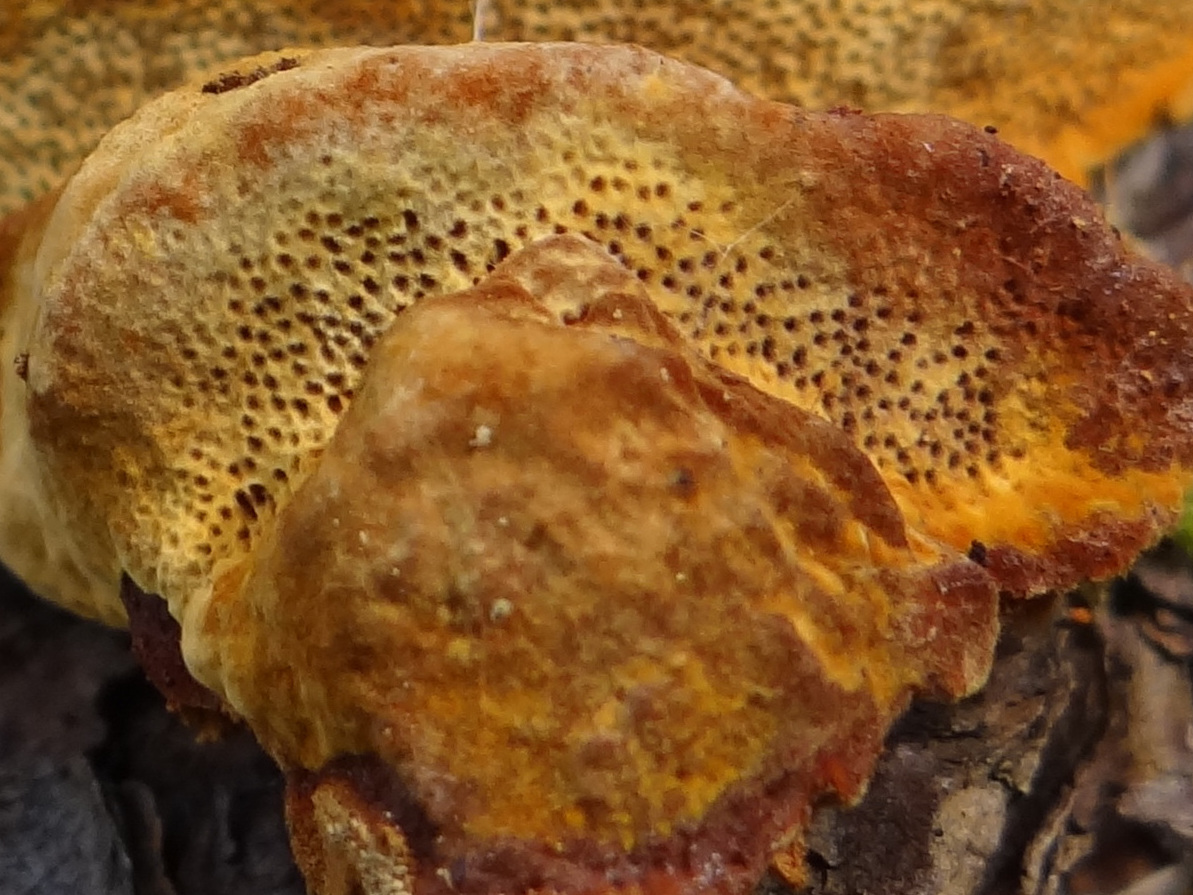
Hymenofor na trzonie

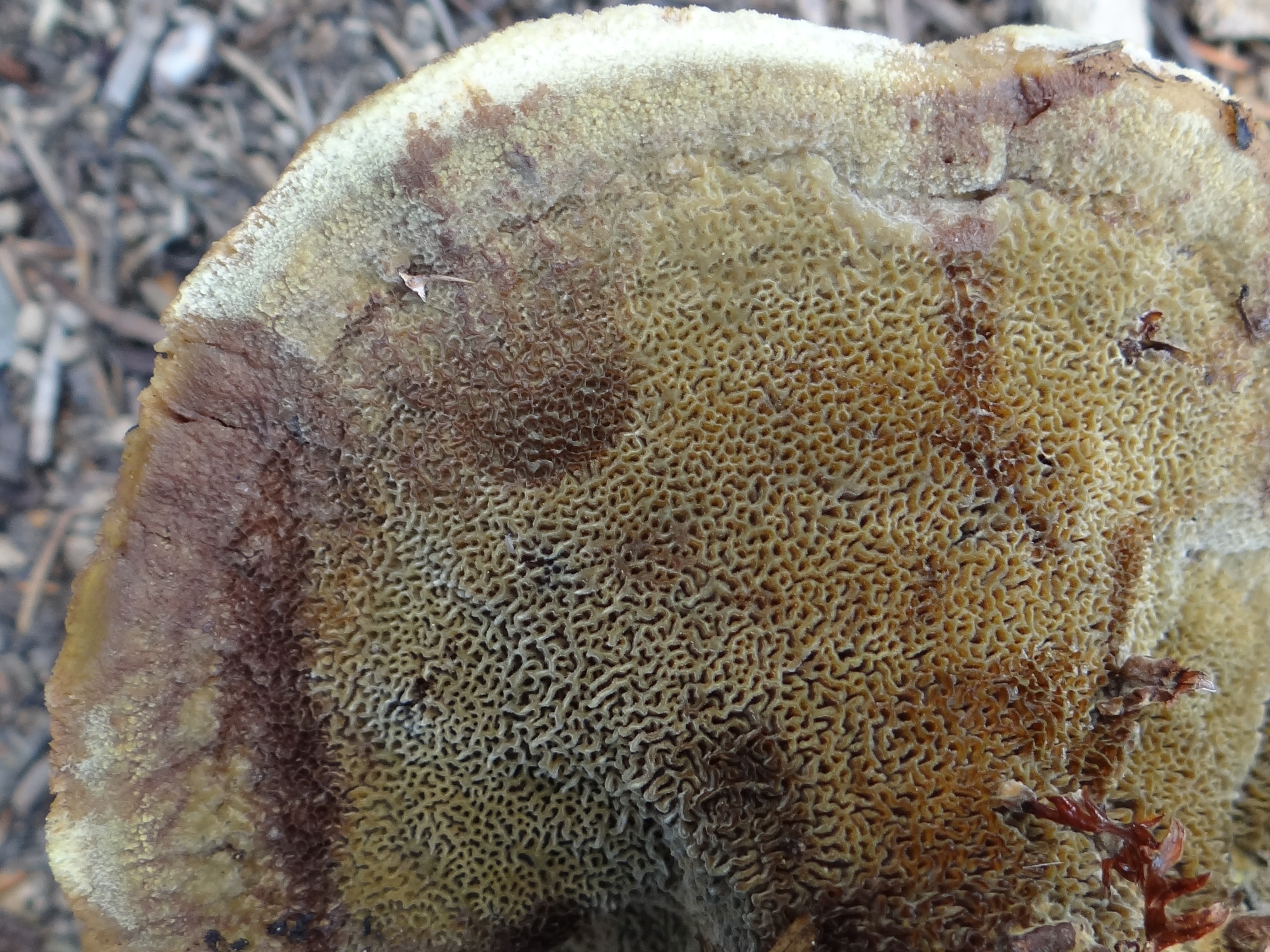
Hymenofor w młodym owocniku

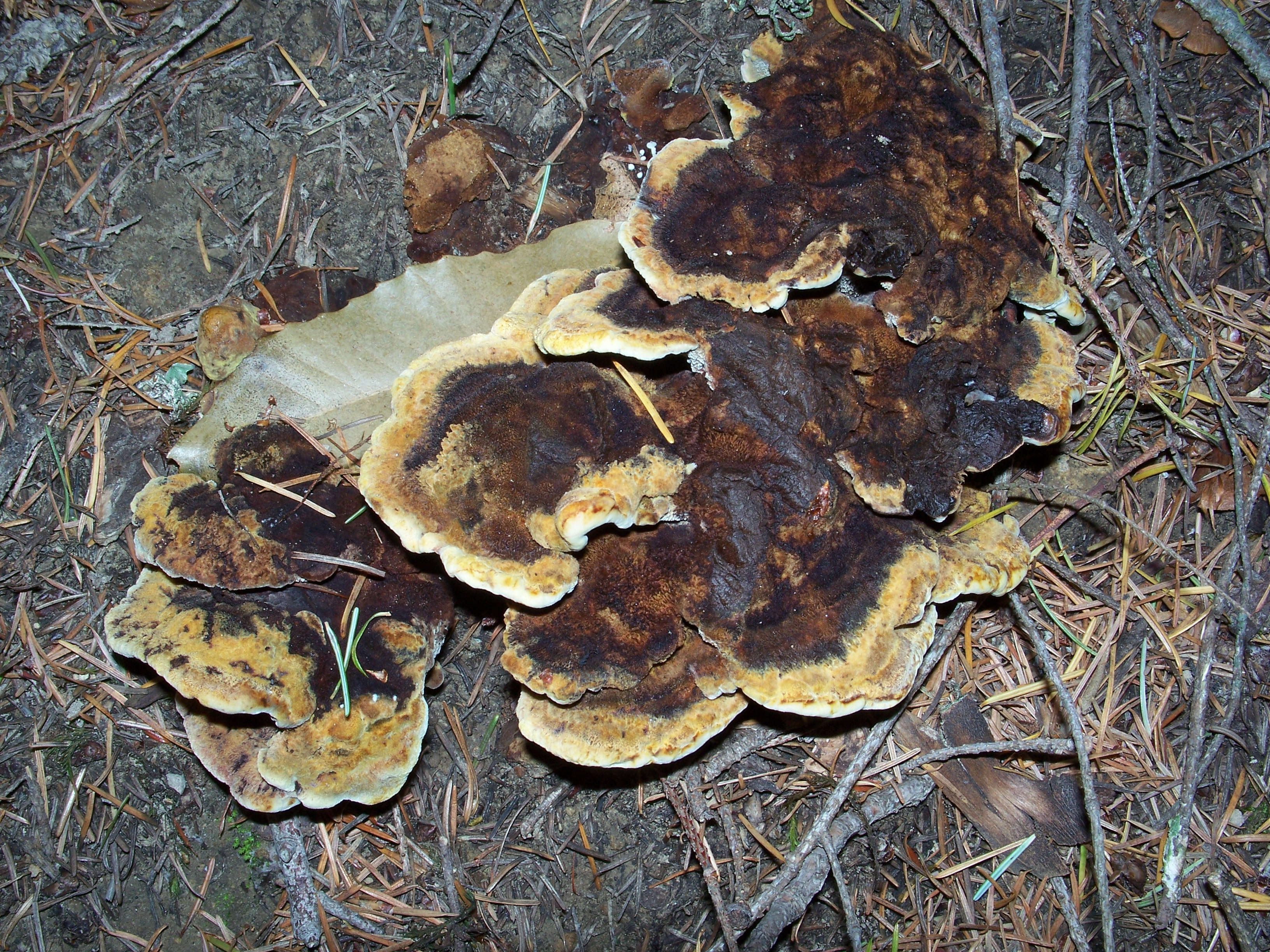
Grupa pozrastanych owocników

Murszak rdzawy (Phaeolus schweinitzii (Fr.) Pat) – gatunek grzybów z rodziny Laetiporaceae.

## Systematyka i nazewnictwo
Pozycja w klasyfikacji według Index Fungorum: Phaeolus, Laetiporaceae, Polyporales, Incertae sedis, Agaricomycetes, Agaricomycotina, Basidiomycota, Fungi.
Po raz pierwszy takson ten opisał w 1821 r. Elias Fries jako Polyporus schweinitzii, obecną nazwę nadał mu w 1900 r. Narcisse Théophile Patouillard.
Synonimów nazwy naukowej ma ponad 30. Niektóre z nich:

- Calodon spadiceus (Pers.) Quél.
- Cladomeris schweinitzii (Fr.) Quél.
- Coltricia schweinitzii (Fr.) G. Cunn.
- Hapalopilus schweinitzii (Fr.) Donk
- Hydnellum spadiceum (Pers.) P. Karst.
- Inodermus schweinitzii (Fr.) Quél.
- Inonotus spongia (Fr.) P. Karst.
- Mucronoporus spongia (Fr.) Ellis & Everh.
- Phaeolus spadiceus (Pers.) Rauschert,
- Polyporus schweinitzii Fr.
- Polystictus herbergii (Rostk.) P. Karst.

Nazwę polską podali Barbara Gumińska i Władysław Wojewoda w 1983 r. W polskim piśmiennictwie mykologicznym gatunek ten opisywany był też jako huba gąbczasta, żagiew płaskowklęsła, żagiew wklęsła, murszak wklęsły, murszak Schweinitza.

## Morfologia
Owocnik
Jednoroczna huba składająca się z kapelusza i trzonu. Wytwarza owocniki pojedyncze lub tworzące grupy, w których owocniki często zrastają się nasadami.
Kapelusz
Ma kolisty, półkolisty, nerkowaty lub nieregularny kształt, szerokość 8–30 cm, grubość 1–4 cm. Brzeg falisty lub podwinięty, w niektórych miejscach powcinany i zazwyczaj bez hymenoforu. Powierzchnia nierówna, pofałdowana i guzowata, początkowo filcowata, włochata lub kosmata, z wiekiem staje się naga. Brzeg siarkowożółty lub żółtoochrowy, środek o barwie od pomarańczowej do ciemnoczerwonej, nasada niemal czarna.
Trzon
Krótki, boczny lub centralny, kształt lejkowaty lub spłaszczony. Pokryty jest hymenoforem. Wymiary: 3–8 × 2–5 cm.
Miąższ
Ma grubość 1–1,5 cm. U młodych owocników gąbczasty i soczysty, z czasem twardnieje. Po wyschnięciu staje się włóknisty i korkowaty, kruchy i lekki. Ma barwę od pomarańczowej do brązowej, po ugnieceniu lub pod wpływem KOH ciemnieje. Ma słaby zapach i kwaskowaty smak.
Hymenofor
Rurkowaty, labiryntowaty o barwie żółtej, rdzawożółtej, ochrowej, oliwkowozielonej, Rurki mają długość do 1 cm i tworzą tylko jedną warstwę zbiegającą również na trzon. U młodych owocników ostrza rurek są grube, potem cienkie, u starszych ząbkowane. Pory o kształcie okrągłym, kanciastym lub nieregularnym i średnicy 0,3–2,5 mm. W hymenium znajdują się cylindryczne szkieletocystydy o cienkich ścianach, wydzielające smolistą substancję widoczną w postaci kropli na ich szczytach.
Cechy mikroskopowe
Wysyp zarodników białawy lub żółtawy. Zarodniki 6–12 × 3–5 µm, o kształcie od elipsoidalnego do wydłużonego migdałowatego, gładkie, szkliste, w KOH żółtawe, nieamyloidalne. System strzępkowy monomityczny, strzępki w kontekście cienkie do średnio grubych, z prostymi przegrodami, czasami rozgałęzione, w KOH czerwonawo-brązowe, o szerokości 3–15 µm. Brak szczecinek. Cystydy 40–100 × 5–12,5 µm, cylindryczne z zaokrąglonymi wierzchołkami, cienkościenne, gładkie, szkliste, w KOH brązowawe.
Gatunki podobne
- szczeciniak filcowaty (Onnia tomentosa), ale ma mniejsze owocniki i mniejsze pory ze szczecinkami. Wywołuje białą zgniliznę drewna[4].

## Występowanie i siedlisko
Jest rozprzestrzeniony głównie na półkuli północnej, ale występuje także w Australii, odnotowano go również w zachodniej części Afryki Środkowej.
Rozwija się na korzeniach, pniach i pniakach rozmaitych drzew iglastych, zwykle u podstawy jeszcze żywych pni. W Polsce jest pospolity.

## Znaczenie
Grzyb niejadalny. Jego grzybnia wnika przez korzenie do rdzenia drzewa, opanowuje je i od jego podstawy wywołuje silną zgniliznę brunatną. Jednoroczny owocnik może jeszcze przez kilka lat pojawiać na obumarłym drzewie. Często rozprzestrzenia się także na igły i różne szczątki drzewa znajdujące się w pobliżu pnia. Czasami owocniki pozornie wyrastają na ziemi, w istocie jednak ich grzybnia rozwija się na korzeniach drzewa. Saprotrof i pasożyt drzew. Murszejące pod jego działaniem drewno wydziela zapach terpentyny, drzewo u podstawy ulega spróchnieniu, osłabieniu i wiatr łatwo je łamie. Ochrona polega na usuwaniu z lasu porażonych drzew.